# Mandi (linguistica)
La parola mandi è la formula di saluto in lingua friulana. È utilizzata come formula di benvenuto/bentrovato, ma soprattutto come formula di commiato. Comunemente usata in tutto il territorio del cosiddetto Friuli storico. [./Https://opac.rivistefriulane.it/ricerca/dettaglio/mandi/8785

## Etimologia
Sono state avanzate diverse ipotesi sulla sua etimologia. Quella basata sui documenti antichi attesta l'origine da un m'arcomandi (mi raccomando).  La prima citazione della parola compare in una poesia cinquecentesca di Giovanni Battista Donato, nato verso il 1534, che così scrive: M'arecomandi a voo per cent mil dijs (Mi raccomando a Voi per centomila giorni); in seguito questo saluto si ritrova nei versi del conte Ermes di Colloredo  (1622-1692): Voi vie di cà anchie jo: marcomandi, Pascute, Bundì la me vitute (Me ne vado anch' io, mi raccomando Paschina, buongiorno la mia vitina).
La formula mi racomandi con il valore di addio è presente già nei componimenti del Colloredo: anchie il diaul schiampe messe, saveso Bernardone. Marcomandi, parone, bon viaz (anche il diavolo fugge dalla messa, sapete Bernardona. Mi raccomando, padrona, buon viaggio), poi in una lettera del 1748: ad amis e parint mi racomandi, o saludi duch, Stait sane (ad amici e parenti mi raccomando, saluto tutti, rimanete sana) ed anche in una poesia scritta a Paularo nel 1772: Mi racomandi vita cjara, A riviodisi (Mi raccomando vita cara: arrivederci). Con le poesie di Pietro Zorutti, nato nel 1792, appare la forma attuale Mandi, anche in relazione con il saluto Sta san. Ricordiamo, ad esempio, nei versi pubblicati nel 1837, il seguente arrivederci: Mandi Pieri, sta san e in alegrie.    
Sono da attestare come fantasiose e senza fondamento alcune ipotesi che rimandano la parola ad espressioni latine, pur persistendo ancora oggi tale ipotesi nella vulgata comune Questa tradizione del mane diu o manes diu traeva la sua origine da Carlo Alberto Murero, professore in un Liceo classico. Era però un’ipotesi che non sembrava reggere.